# Eurygarka nelderi
Eurygarka nelderi är en tvåvingeart som beskrevs av Gregory R. Curler 2008. Eurygarka nelderi ingår i släktet Eurygarka och familjen fjärilsmyggor. Inga underarter finns listade i Catalogue of Life.